# Valladolid-Campo de Béjar
Valladolid-Campo de Béjar (hisz: Estación de Valladolid-Campo de Béjar) – nieistniejąca stacja kolejowa w Valladolid, w prowincji Valladolid, w regionie Kastylia-León, w Hiszpanii. Została zbudowana w 1890 roku i otwarta dal pasażerówz dniem 1 grudnia tego roku, z zamiarem połączenia dworca San Bartolomé i Dworca Północnego. Stacja została zamknięta w 1952.